# BUL M-5
BUL M-5 (ивр. בול M-5‎) — самозарядный пистолет, разработанный израильской компанией Bul Ltd в 1992—1993 гг. для самых разных сфер применения — личной самообороны граждан, вооружения сил безопасности и полиции, сил специальных операций.

## История
При разработке пистолета BUL M-5 израильские конструкторы взяли за основу проверенный временем американский пистолет M1911A1, внеся в него ряд изменений. Основным изменением стало использование передовых технологий производства и материалов, в том числе высокопрочного пластика для изготовления рамки оружия. Кроме того, пистолет приобрёл более широкую рукоятку, вмещающую двухрядные магазины повышенной ёмкости.
В настоящее время[когда?]

 пистолеты М5 состоят на вооружении целого ряда подразделений полиции и вооружённых сил в более чем десятке стран Азии, Ближнего Востока и Латинской Америки. Кроме того, он успешно продаётся на гражданских рынках как оружие самообороны и как спортивное оружие для использования в таких дисциплинах как IPSC или IDPA.  

## Описание
Пистолет Bul M5 использует автоматику на основе отдачи ствола с его коротким ходом и запиранием перекосом ствола по схеме Браунинга.
Ударно-спусковой механизм одинарного действия, курковый. В конструкции предусмотрены ручной предохранитель на рамке и автоматический предохранитель на тыльной стороне рукоятки. Рамка оружия выполнена из пластика. Использование полимерной рамы уменьшает вес пистолета, при этом массы оружия достаточно для снижения силы отдачи. Ещё одним плюсом полимерной рамы является меньшая ширина из-за отсутствия щечек рукоятки, что особенно важно при использовании двухрядного магазина.

## Варианты
Пистолет выпускается в трех базовых вариантах:
- «Government» — полноразмерный пистолет;
- «Commander» — пистолет с укороченным стволом;
- «Carry» / «Ultra-X» — с еще более коротким стволом и укороченной рукояткой[3].

## Тактико-технические характеристики[2]
- УСМ: курковый одинарного действия
- Калибр: 9x19mm Para /9x21mm IMI / .38Super /.40 S&W /.45 ACP
- Длина оружия:
  - BUL M-5 «Government» — 220 мм
  - BUL M-5 «Commander» — 200 мм
  - BUL M-5 «Carry/Ultra-X» — 175 мм

Длина ствола:
- - BUL M-5 «Government» — 128 мм
  - BUL M-5 «Commander» — 107 мм
  - BUL M-5 «Carry/Ultra-X» — 80 мм

Масса без патронов:
- - BUL M-5 «Government» — 864 г
  - BUL M-5 «Commander» — 858 г
  - BUL M-5 «Carry/Ultra-X» — 730 г

Емкость магазина:
- - BUL M-5 «Government», BUL M-5 «Commander» — 18 патронов 9x19mm Para /9x21mm IMI / .38Super
17 патронов .40 S&W
13 патронов .45 ACP
  - BUL M-5 «Carry/Ultra-X» — 12 патронов 9x19mm Para /9x21mm IMI / .38Super
10 патронов .45 ACP